# Cryptophagus straussi
Cryptophagus straussi is een keversoort uit de familie harige schimmelkevers (Cryptophagidae). De wetenschappelijke naam van de soort werd in 1897 gepubliceerd door Ludwig Ganglbauer.